# Jonas Bjelfvenstam
Jonas Bjelfvenstam, född 4 juli 1961, är en svensk ämbetsman och jurist. Han är sedan 2017 generaldirektör för Transportstyrelsen.

## Biografi
Jonas Bjelfvenstam är son till journalisten och författaren Bo och Dorothea Bjelfvenstam. Skådespelaren Björn Bjelfvenstam är hans farbror. Han studerade juridik från 1979 på Stockholms universitet med examen 1987. Han var ordförande i Stockholms universitets studentkår 1986. Han var statssekreterare för transportfrågor på näringsdepartementet 2002–2006 under dåvarande infrastrukturminister Ulrica Messing (S) och generaldirektör för Statens väg- och transportforskningsinstitut 2007–16. Han utnämndes den 19 januari 2017 till vikarierande generaldirektör, och den 29 juni 2017 till ordinarie generaldirektör för Transportstyrelsen med omedelbart tillträde.